# 叶祖洽
葉祖洽（1046年—1117年），字敦禮，福建路泰宁縣城关叶家窠（隶属邵武军）人，北宋官員。

## 生平
慶曆六年（1046年）生，幼聰穎，嘉祐八年（1063年），鄉試第一，宋神宗熙寧三年（1070年）庚戌科狀元，奉派簽書奉國軍節度判官，改授登聞鼓院判官，任國子監丞。官至吏部侍郎。宋哲宗稱其“不可大用”，徽宗稱其“躁妄”，降集賢殿修撰、提舉衝佑觀，自是不復用。政和初，任知洪州。徽宗政和七年（1117年）卒于亳州官署，墓葬建康府宣义乡雁门。

## 家族
始遷祖葉從輝七世孫，父葉恪。

## 延伸阅读
[在维基数据编辑]
 《宋史·卷354》，出自脱脱《宋史》